# Agonisti dei recettori per la serotonina

Serotonina

Gli agonisti dei recettori della serotonina (5-idrossitriptamina o 5-HT) sono farmaci ad azione serotoninergica.

## Agonisti non selettivi
Psichedelici serotoninergici come le triptamine, lisergamidi (LSD), fenetilammine (Mescalina), e le anfetamine sono agonisti non selettivi dei recettori della serotonina. I loro effetti allucinogeni sono specificatamente mediati dall'attivazione del recettore 5-HT 2A.
I farmaci che aumentano i livelli di serotonina extracellulare come gli inibitori selettivi della ricaptazione della serotonina (Fluoxetina, venlafaxina...), agenti di rilascio della serotonina (Fenfluramina, MDMA...) e inibitori della monoamino ossidasi A (Fenelzina, moclobemide...) sono agonisti indiretti non selettivi del recettore della serotonina. Sono usati variamente come antidepressivi, ansiolitici, antiossidanti, soppressori dell'appetito ed entactogeni.

## Agonisti del recettore 5-HT1

### Agonisti del recettore 5-HT1A
Gli azapironi come buspirone, gepirone e tandospirone sono agonisti parziali del recettore 5-HT 1A approvati soprattutto come ansiolitici, ma anche come antidepressivi . Gli antidepressivi vilazodone e vortioxetina sono agonisti parziali del recettore 5-HT 1A. Flibanserin, farmaco usato per le disfunzioni sessuale femminile, è un agonista parziale del recettore 5-HT 1A.
Molti neurolettici atipici, come aripiprazolo, asenapina, clozapina, lurasidone, quetiapina e ziprasidone, sono agonisti parziali del recettore 5-HT 1A: si ritiene che questa azione riduca i sintomi negativi della schizofrenia.

### Agonisti del recettore 5-HT1B
I triptani come sumatriptan, rizatriptan e naratriptan sono agonisti del recettore 5-HT 1B che vengono utilizzati per abortire l'accesso di emicrania e gli attacchi di cefalea a grappolo . Anche l'ergotamina agisce su questo recettore.
I serenici (sostanze in grado di placare rabbia e aggressività non ancora usati nella pratica clinica) come batoprazina, eltoprazina e fluprazina sono agonisti del recettore 5-HT 1B. Eltoprazina è in fase di sviluppo per il trattamento dell'aggressività e per altri disturbi.

### Agonisti del recettore 5-HT1D
Oltre ad essere agonisti 5-HT 1B, i triptani quali sumatriptan, almotriptan, zolmitriptan, naratriptan, eletriptan, frovatriptan e rizatriptan sono anche agonisti del recettore 5-HT1D, questo contribuisce al loro effetto antiemicranico (causato dalla vasocostrizione dei vasi sanguigni nel cervello). L'effetto antiemicranico dell'ergotamina trova la stessa spiegazione.

### Agonisti del recettore 5-HT1E
Il triptano eletriptan è anche un agonista del recettore 5-HT1E.
BRL-54443 è un agonista selettivo del recettore 5-HT 1E e 5-HT 1F utilizzato nella ricerca scientifica.

### Agonisti del recettore 5-HT1F
I triptani come eletriptan, naratriptan e sumatriptan sono anche agonisti del recettore 5-HT1F.
Lasmiditan è un agonista selettivo 5-HT 1F che è in fase di sviluppo da parte di Eli Lilly and Company per il trattamento dell'emicrania.

## Agonisti del recettore 5-HT2

### Agonisti del recettore 5-HT2A
Gli psichedelici serotoninergici come la psilocibina, l'LSD e la mescalina agiscono come agonisti del recettore 5-HT2A. Si pensa che i loro effetti allucinogeni derivino dallo stimolo di questo recettore. La maggior parte di queste droghe agisce anche come agonista di altri recettori della serotonina (quindi non sono selettivi).
Non tutti gli agonisti del recettore 5-HT 2A sono però psicoattivi: questo suggerisce l'esistenza di altri recettori per la serotonina ancora non scoperti o compresi a pieno.
La classe 25-NB (NBOMe) sono una famiglia di psichedelici serotoninergici fenetilammina che, a differenza di altre classi di psichedelici serotoninergici, agiscono come agonisti del recettore 5-HT 2A altamente selettivi. Il membro più noto della serie 25-NB è 25I-NBOMe . (2S, 6S) -DMBMPP è un analogo dei composti 25-NB ed è l'agonista più selettivo del recettore 5-HT 2A che è stato identificato fino ad oggi. O-4310 (1-isopropil-6-fluoropsilocina) è un derivato della triptamina che è un agonista altamente selettivo del recettore 5-HT 2A .
Gli agonisti selettivi del recettore 5-HT 2A come i composti 25-NB, in particolare quelli che possono comportarsi come agonisti completi a questo recettore, possono causare effetti avversi simili alla sindrome serotoninergica come ipertermia, iperpiressia, tachicardia, ipertensione, clono, convulsioni, agitazione, aggressività e allucinazioni e morte. I divieti sono stati introdotti intorno al 2012-2013 dai paesi in cui queste sostanze erano maggiormente abusate. In contrasto con l'agonismo potente, selettivo e completo dei suddetti farmaci, l'LSD, come le altre sostanze psichedeliche "sicure" su cui è quasi impossibile overdose fatalmente, è un agonista parziale, e questo significa che ha un limite di quanto può attivare il recettore, un limite che è fondamentalmente possibile superare anche con quantità esponenzialmente maggiori del farmaco. Questi agonisti parziali si sono dimostrati relativamente sicuri dopo aver visto l'abuso diffuso da parte dei tossicodipendenti per molti decenni.  L'attivazione del recettore 5-HT 2A è anche implicata nella sindrome serotoninergica causata da agonisti indiretti del recettore della serotonina come inibitori della ricaptazione della serotonina, agenti di rilascio della serotonina e inibitori delle monoaminossidasi. Gli antagonisti del recettore 5-HT 2A come la ciproeptadina e la clorpromazina sono in grado di invertire e mediare il recupero dalla sindrome serotoninergica.

### Agonisti del recettore 5-HT2B
Gli agonisti del recettore 5-HT2B sono implicati nello sviluppo della fibrosi cardiaca. La fenfluramina, la pergolide e la cabergolina sono state ritirate da alcuni mercati per questo motivo. È stato dimostrato che molti psichedelici serotoninergici, come l'LSD e la psilocina, attivano direttamente questo recettore. È stato riportato che l'MDMA è un potente agonista diretto e ha un effetto indiretto aumentando i livelli plasmatici di serotonina.
Gli effetti collaterali cardiovascolari degli agonisti non selettivi del recettore di tipo 4 per la serotonina (cisapride e tegaserod) sono dovuti principalmente al parziale agonismo dei confronti del recettore 2B

### Agonisti del recettore 5-HT2C
La lorcaserina è un farmaco soppressore dell'appetito e anti-obesità che agisce come un agonista selettivo del recettore 5-HT2C. La meta- clorofenilpiperazina (mCPP) è un agonista del recettore della serotonina 5-HT 2C -preferente che induce ansia e depressione e può causare attacchi di panico in soggetti predisposti.

## Agonisti del recettore 5-HT3
La 2-metil-5-idrossitriptamina (2-metilserotonina) e la quipazina sono agonisti moderatamente selettivi del recettore 5-HT3 che vengono utilizzati nella ricerca scientifica. È noto che gli agonisti di questo recettore inducono nausea e vomito e non vengono utilizzati a livello medico.

## Agonisti del recettore 5-HT4
Cisapride e tegaserod sono agonisti parziali del recettore 5-HT4 che sono stati usati per trattare i disturbi della motilità gastrointestinale. Il prucalopride è un agonista del recettore 5-HT 4 altamente selettivo che, non dando effetti collaterali cardiovascolari a lungo termine (vedasi malattia cardiaca da carcinoide) è l'unico farmaco serotoninergico approvato per stimolare la motilità intestinale). Altri agonisti del recettore 5-HT 4 hanno mostrato effetti nootropici e antidepressivi, ma non sono stati commercializzati per tali indicazioni.

## Agonisti del recettore 5-HT5A
È stato scoperto che l'acido valerenico, un costituente della radice di valeriana, agisce come un agonista del recettore 5-HT5A e questa azione potrebbe essere coinvolta negli effetti di promozione del sonno della valeriana.

## Agonisti del recettore 5-HT6
Nessun agonista selettivo del recettore 5-HT6 è stato approvato per uso medico. Gli agonisti selettivi del recettore 5-HT 6 come E-6801, E-6837, EMDT, WAY-181,187 e WAY-208,466 mostrano effetti antidepressivi, ansiolitici, antiossidanti e soppressori dell'appetito negli animali, ma compromettono anche la cognizione e la memoria .

## 5-HT7recettore agonisti
AS-19 è un agonista del recettore di tipo 7, utilizzato nella ricerca scientifica.